# Pollica
Pollica é uma comuna italiana da região da Campania, província de Salerno, com cerca de 2.513 habitantes. Estende-se por uma área de 27 km², tendo uma densidade populacional de 93 hab/km². Faz fronteira com Casal Velino, San Mauro Cilento, Sessa Cilento, Stella Cilento.
Pertence à rede das Cidades Cittaslow.

## Demografia
| Variação demográfica do município entre 1861 e 2011                               |
|                                                                                   |
| Fonte: Istituto Nazionale di Statistica (ISTAT) - Elaboração gráfica da Wikipedia |